# 413 (szám)
A 413 (római számmal: CDXIII) egy természetes szám, félprím, a 7 és az 59 szorzata.

## A szám a matematikában
A tízes számrendszerbeli 413-as a kettes számrendszerben 110011101, a nyolcas számrendszerben 635, a tizenhatos számrendszerben 19D alakban írható fel.
A 413 páratlan szám, összetett szám, azon belül félprím, kanonikus alakban a 71 · 591 szorzattal, normálalakban a 4,13 · 102 szorzattal írható fel. Négy osztója van a természetes számok halmazán, ezek növekvő sorrendben: 1, 7, 59 és 413.
A 413 négyzete 170 569, köbe 70 444 997, négyzetgyöke 20,3224, köbgyöke 7,44703, reciproka 0,0024213. A 413 egység sugarú kör kerülete 2594,95553 egység, területe 535 858,31733 területegység; a 413 egység sugarú gömb térfogata 295 079 313,4 térfogategység.